# SN 2002kz
SN 2002kz – supernowa odkryta 3 listopada 2002 roku w galaktyce A021656-0500. W momencie odkrycia miała maksymalną jasność 24,90m.